# 持丸泰輝
持丸 泰輝（もちまる たいき、2001年10月26日 - ）は、北海道旭川市出身のプロ野球選手（捕手）。右投左打。広島東洋カープ所属。

## 経歴

### プロ入り前
旭川市立永山西小学校2年時に永山西クラブで野球を始め、旭川市立永山中学校ではエースで4番を務めた。
高校は旭川大学高等学校に進学し、1年春からベンチ入り。2年夏には甲子園大会に出場し、1回戦の佐久長聖戦に「4番・左翼手」で先発出場。一時勝ち越しとなる適時打を放ったが、チームは大会史上初となるタイブレークの末に敗れ、初戦敗退した。新チームでは捕手にコンバートされ、3年夏も甲子園大会に出場。1回戦の星稜戦では「2番・捕手」で先発出場し、相手エースの奥川恭伸から1安打を放ったが、チームは0-1で惜敗した。高校通算17本塁打。
2019年9月26日にプロ志望届を提出。その後、2019年のドラフト会議で、広島東洋カープから育成1位指名を受け、11月8日に支度金290万円、年俸240万円で仮契約した。背番号は123。

### 広島時代

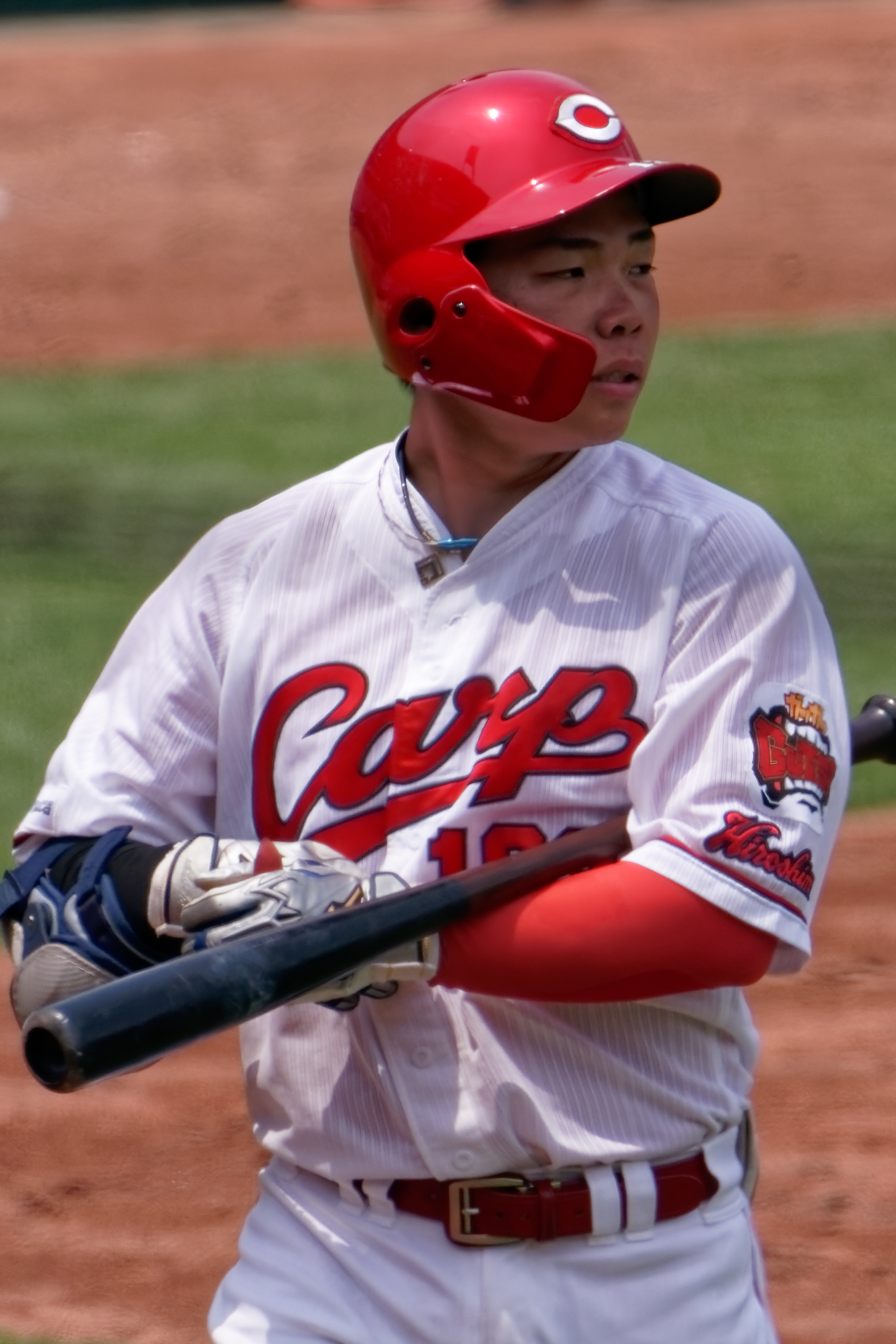
育成時代の持丸
（2022年6月18日、MAZDA Zoom-Zoom スタジアム広島）

2020年は、ウエスタン・リーグ公式戦で27試合に出場し、打率.121、1打点を記録した。
2021年は、ウ・リーグ公式戦で54試合に出場し、打率.226、1本塁打、10打点を記録。捕手としてはチーム最多となる46試合に出場した。
2022年は、自身初めて一軍キャンプに帯同。3月3日の横浜DeNAベイスターズとのオープン戦（横浜スタジアム）では、この年のオープン戦唯一の安打を上茶谷大河からの本塁打で記録した。シーズン開始前の支配下登録は叶わなかったが、6月17日までにウ・リーグ公式戦で34試合に出場し、打率.230、2本塁打、9打点の成績を残して、同18日に支配下登録された。背番号は95。一軍では5試合に出場した。オフに、背番号を57に変更した。
2023年は一軍出場が無かった。二軍では57試合に出場、打率.178、3本塁打、14打点を記録した。
2024年は1月にチームの先輩松山竜平の自主トレに初参加。3月12日から14日のオープン戦、対北海道日本ハムファイターズ戦（エスコンフィールドHOKKAIDO）に、同郷の滝田一希、斉藤優汰と共に凱旋出場し、3戦目にスタメンマスクを被るも4打席無安打、1失策と不本意な結果に終わった。シーズン開幕後はウ・リーグ公式戦72試合に出場し、一時は月間打率が.391に達し（6月）、打撃が注目された。最終的に打率.268、2本塁打、16打点の成績を残したが、一軍出場は無かった。

## 選手としての特徴・人物
強肩強打の捕手。打撃ではパンチ力を秘め、速球に対して無類の強さを見せる。
愛称は「もっちゃん」、「モッチー」。

## 詳細情報

### 年度別打撃成績
| 年 度     | 球 団     | 試 合 | 打 席 | 打 数 | 得 点 | 安 打 | 二 塁 打 | 三 塁 打 | 本 塁 打 | 塁 打 | 打 点 | 盗 塁 | 盗 塁 死 | 犠 打 | 犠 飛 | 四 球 | 敬 遠 | 死 球 | 三 振 | 併 殺 打 | 打 率 | 出 塁 率 | 長 打 率 | O P S |
| --------- | --------- | ----- | ----- | ----- | ----- | ----- | -------- | -------- | -------- | ----- | ----- | ----- | -------- | ----- | ----- | ----- | ----- | ----- | ----- | -------- | ----- | -------- | -------- | ----- |
| 2022      | 広島      | 5     | 6     | 6     | 0     | 0     | 0        | 0        | 0        | 0     | 0     | 0     | 0        | 0     | 0     | 0     | 0     | 0     | 3     | 0        | .000  | .000     | .000     | .000  |
| 通算：1年 | 通算：1年 | 5     | 6     | 6     | 0     | 0     | 0        | 0        | 0        | 0     | 0     | 0     | 0        | 0     | 0     | 0     | 0     | 0     | 3     | 0        | .000  | .000     | .000     | .000  |

- 2024年度シーズン終了時

### 年度別守備成績
| 年 度 | 球 団 | 捕手  | 捕手  | 捕手  | 捕手  | 捕手  | 捕手     | 捕手  | 捕手     | 捕手     | 捕手     | 捕手     |
| 年 度 | 球 団 | 試 合 | 刺 殺 | 補 殺 | 失 策 | 併 殺 | 守 備 率 | 捕 逸 | 企 図 数 | 許 盗 塁 | 盗 塁 刺 | 阻 止 率 |
| ----- | ----- | ----- | ----- | ----- | ----- | ----- | -------- | ----- | -------- | -------- | -------- | -------- |
| 2022  | 広島  | 4     | 11    | 0     | 1     | 2     | 1.000    | 2     | 5        | 4        | 1        | .200     |
| 通算  | 通算  | 4     | 11    | 0     | 1     | 2     | 1.000    | 2     | 5        | 4        | 1        | .200     |

- 2024年度シーズン終了時[注 1]

### 記録
初記録
- 初出場・初打席：2022年6月22日、対阪神タイガース10回戦（MAZDA Zoom-Zoom スタジアム広島）、8回裏に森浦大輔の代打で出場、湯浅京己から空振り三振
- 初先発出場：2022年6月23日、対阪神タイガース11回戦（MAZDA Zoom-Zoom スタジアム広島）、「8番・捕手」で先発出場

### 背番号
- 123（2020年 - 2022年6月17日）
- 95（2022年6月18日 - 同年終了）
- 57（2023年 - ）